# 明捷
明捷（1977年—）是越南著名男演员，模特，节目主持人。原名阮明捷（Nguyễn Minh Tiệp），家中有父母，姐姐，哥哥。毕业于外语大学。现为越南M.T.S公司工商室室长。

## 生平经历
1977年出生在前捷克Praha。明捷出生后，母亲生病回越南，因此，明捷被托付给一位外国人照顾。2000年留学新加坡，就读时装导演专业。

## 节目主持人
VTV3电视台每周星期六上午10点《Khắc nhập Khắc xuất 》节目
VTV1电视台每周星期四《周末选择》（越南语：Lựa chọn cuối tuần ）节目

## 电视剧
《Nấc thang mới》 饰演 Duy
《Lập trình cho trái tim 》（50集）饰演黄林（越南语：Hoàng Lâm ）